# Sthenius und Pacuvius Ninnius Celer
Die Brüder Sthenius und Pacuvius Ninnius Celer waren lokale Adlige in der Stadt Capua während des Zweiten Punischen Kriegs.
Nach der siegreichen Schlacht von Cannae im Jahre 216 v. Chr. rückte Hannibal auf die Stadt Capua vor, die ihm ohne Widerstand die Tore öffnete. Dort machte Hannibal Winterpause. Die Brüder Sthenius und Pacuvius Ninnius Celer, reiche Angehörige der lokalen Oberschicht, genauer der Familie der Ninnii Celeres, nahmen Hannibal in ihrem Haus auf und bewirteten ihn prächtig.
Als einer der führenden Männer von Capua wurde Pacuvius Calavius, der sich zuvor als oberster Magistrat Capuas gegen die Kapitulation der Stadt im Jahr 217 v. Chr. eingesetzt hatte, von Hannibal zu einem Bankett im Haus seiner Gastgeber eingeladen, um seine ehemaligen Gegner mit seiner Anwesenheit zu versöhnen und ihr Vertrauen zu gewinnen. Eingeladen war auch Calavius’ Sohn Perolla, ein Anhänger von Decius Magius, der sich der Kapitulation von Capua widersetzt hatte und von Hannibal in Ketten gelegt worden war. Perolla wollte den karthagischen General während des Banketts ermorden, doch sein Vater konnte ihn von diesem unüberlegten Plan abbringen.